# Kader Arif
Kader Arif (Algeri, 3 luglio 1959) è un politico francese, membro del Partito Socialista dal 1983.

## Biografia
Cresciuto in una famiglia di quattro figli, è sposato ed è padre di tre figlie. Pratica la vela e il rugby.

## Carriera professionale
Ha studiato prima a Castres e poi a Tolosa.
- 1992-1995: impiegato in uno studio di architetto
- 1995-1998: responsabile regionale di Nouvelle Liberté, Tour Operator d'Air Liberté
- 1999: studi alla Ecole Supérieure d'Audiovisuel e all'Università Le Mirail di Tolosa, ottiene una specializzazione in comunicazione.

## Carriera politica
- 1995-2001: membro con delega allo sport del Consiglio comunale di Castanet-Tolosan, comune della periferia di Tolosa.
- 1999: eletto primo segretario della federazione del Partito Socialista dell'Alta Garonna.
- 2000: al Congresso di Grenoble entra nel Comitato Nazionale del Partito Socialista.
- 2002: diviene uno dei Segretari nazionali del PS, con l'incarico delle relazioni internazionali.
- 2003: al Congresso di Digione è rieletto primo segretario del Partito Socialista dell'Alta Garonna; diviene Segretario nazionale con delega alla globalizzazione.
- 28 maggio 2004: a Ramonville-Saint-Agne, comizio di Lionel Jospin a sostegno della sua candidatura al Parlamento europeo. È la prima uscita pubblica di Jospin dopo le presidenziali del 2002
- 13 giugno 2004: eletto eurodeputato
- 24 novembre 2005: rieletto primo segretario del Partito Socialista dell'Alta Garonna con l'81,5 dei voti.
- 30 novembre 2005: al Congresso di Le Mans è nominato segretario nazionale delle federazioni, divenendo così il numero 3 dell'organizzazione del PS.
- 2000: Kader Arif firma il manifesto del Gruppo Spinelli per un'Europa federale.